# Fred McLafferty
Fred Warren McLafferty (* 11. März 1923 in Evanston, Illinois; † 26. Dezember 2021 in Ithaca, New York) war ein US-amerikanischer Chemiker mit Schwerpunkten im Bereich Massenspektrometrie und Gaschromatographie.

## Leben und Wirken
Lafferty studierte bis zum Bachelor-Abschluss 1943 an der University of Nebraska. Er diente als Infanterist im Zweiten Weltkrieg in Europa (wobei er hohe Auszeichnungen erhielt,  u. a. den Bronze Star und das Purple Heart), studierte nach dem Krieg weiter an der University of Nebraska mit Master-Abschluss 1947 und wurde 1950 an der Cornell University bei William Miller in Organischer Chemie promoviert. Als Post-Doktorand war er an der University of Iowa bei R. L. Shriner und ging 1950 zu Dow Chemical, wo er die Bereiche Massenspektrometrie und Gaschromatographie leitete. 1956 wurde er Direktor des Eastern Research Lab von Dow in Framingham. 1964 wurde er Professor für Chemie an der Purdue University und 1968 Debye-Professor für Chemie an der Cornell University.
Er ist für Pionierarbeiten in der Massenspektrometrie bekannt, die er in den 1950er-Jahren mit Roland Gohlke erstmals mit Gaschromatographie koppelte. Er entwickelte bei Dow die ersten GC/MS-Geräte (Gaschromatographie mit Massenspektrometrie-Kopplung) und wandte sie zur Strukturbestimmung organischer Moleküle an. Dabei entdeckte er die nach ihm benannte McLafferty-Umlagerung. Außerdem entwickelte er 1998 die Methode der Electron capture dissociation (ECD), der Fragmentierung in Ionen in Gasphase. An der Cornell University entwickelte er Datenbanken für Massenspektroskopie-Daten und deren Auswertung unter anderem mit Methoden der Künstlichen Intelligenz (unter anderem das Programm PBM, Probability Based Matching of Mass Spectra).
Er war Mitglied der National Academy of Sciences (1982), der American Academy of Arts and Sciences (1985), der American Association for the Advancement of Science (1980) und der Accademia dei XL. 1996 erhielt er den Chemical Pioneer Award, 1999 die Heyrovský-Medaille, 1992 den Robert Boyle Prize for Analytical Science, 1985 die J. J. Thomson Medal, 1989 den Frank H. Field and Joe L. Franklin Award for Outstanding Achievement in Mass Spectrometry, 1971 den Chemical Instrumentation Award der American Chemical Society, 1999 die Giulio Natta Goldmedaille, 2001 die Torbern Bergman-Medaille der Schwedischen Chemischen Gesellschaft, 1985 den Oesper Award, 1986 den S. C. Lind Award und 1984 die William H. Nichols Medal. Er war Ehrendoktor der University of Nebraska, der Purdue University und der Universität Lüttich und Ehrenmitglied der italienischen chemischen Gesellschaft.
Er war seit 1948 verheiratet. Aus der Verbindung gingen fünf Kinder hervor.

## Schriften
- mit Frantisek Turecek: Interpretation of Mass Spectra Data, University Science Books, Sausalito 1993
- mit R. Venkataraghavan: Mass spectral correlations, Columbus, Ohio, American Chemical Society 1982
- als Herausgeber mit anderen: Wiley Registry of Mass Spectra Data, 9. Auflage, Wiley 2009
- Mass Spectrometric Analysis. Molecular Rearrangements, Anal. Chem. 31, 1959, S. 82–87
- mit Gohlke: Early gas chromatography/mass spectrometry, In: J Am Soc Mass Spectrom., Band 4, 1993, S. 367–371
- mit R. A. Zubarev, N. L. Kelleher: Electron Capture Dissociation of Multiply Charged Protein Cations - a Nonergodic Process, J. Am. Chem. Soc., Band 120, 1998, S. 3265–3266